# Sporting Football Club
Ne doit pas être confondu avec Sporting Clube de Portugal ou Sporting CP.
Maillots
Le Sporting Football Club, plus couramment abrégé en Sporting FC, est un club costaricain de football fondé en 2016 et basé dans la ville de San José.

## Histoire

### Origines du Sporting FC

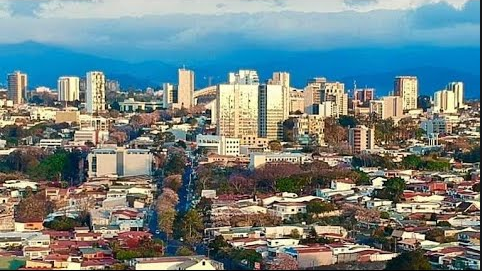
San José, capitale nationale et siège du Sporting FC.

Le 2 mars 2003, un groupe d'hommes d'affaires mexicains, dirigé par Jorge Vergara, arrive au Costa Rica pour acquérir toutes les actions du Deportivo Saprissa, formation emblématique en première division. Huit ans plus tard, en avril 2011, le club est cédé à une nouvelle administration. En juillet 2005, il décide de la création d'une équipe réserve pour Saprissa.
En juin 2016, le Deportivo Saprissa annonce la disparition de son équipe réserve qui participe alors au championnat de deuxième division sous le nom de  Generación Saprissa. Les droits de cette équipe sont alors sur le marché et cette nouvelle pousse Jorge Vergara à revenir dans le portrait du football costaricain quand il rachète le club à son propriétaire Andrés Calderón. Ainsi nait le Sporting San José qui établit ses quartiers dans le district de Pavas, au sein de la zone métropolitaine de San José, la capitale nationale et veut en devenir l'équipe officielle. La nouvelle administration affirme vouloir contribuer à l'amélioration de la qualité du sport, notamment en ouvrant des écoles de football dans la région.

### Débuts sportifs (2016-2019)
Le bleu marine et l'or sont les couleurs choisies pour identifier l'équipe tandis que Randall Row en est nommé premier entraîneur. L'appui d'anciens joueurs expérimentés comme Gerald Drummond et Marco Herrera qui rejoignent le Sporting San José comme entraîneurs de jeunes, permet au club de se structurer.
Pour le premier match officiel de son histoire, le Sporting San José affronte le Jacó Rays FC en seconde division le 6 août 2016 au Stade Jorge Hernán Monge, dans le canton de Desamparados puisque son stade n'est pas encore conforme aux normes réglementaires. Dès la dixième minute de cette rencontre inaugurale, Cristian Carrillo offre le premier but à la nouvelle équipe dans une victoire 1-0. Avec quelques joueurs d'expérience, et au terme d'une saison où le Sporting est placé dans le groupe C, l'équipe termine en tête et se qualifie pour les séries de fin de tournoi. Contre l'AS Puma Generaleña en quarts de finale, les joueurs de San José s'inclinent 4-1 à l'aller avant de l'emporter 1-0 à domicile au retour, en vain.
Lors du tournoi de clôture 2017, une troisième place permet à l'équipe de rejoindre une nouvelle fois la phase finale du championnat. Après avoir écarté la LDA Escazuceña en quarts de finale (2-2 au résultat cumulé, 3-2 aux tirs au but), le Sporting ne réitère pas sa performance en demi-finale en connaissant la défaite à ses deux rencontres (0-1, 4-0) face à Jicaral Sercoba.
Malgré de belles prestations en saison régulière, terminant continuellement premier ou second lors des saisons 2017-2018 et 2018-2019, l'équipe ne parvient pas à aller au bout de la phase finale du championnat dans ces deux saisons, ne dépassant jamais le stade des demi-finales.

### Ascension en première division (depuis 2019)
Le 5 septembre 2019, le club, pourtant assez jeune, procède à une transformation de son identité en adoptant le blanc et le noir comme couleurs officielles tandis que le nom évolue pour devenir Sporting Football Club, couramment abrégé en Sporting FC. Au cours de la saison qui suit, en 2019-2020, l'équipe termine deuxième du groupe B et décroche un premier titre en seconde division lors du tournoi Apertura 2019 (1-2, 3-1 contre le Puerto Golfito FC). Premier de la première phase lors du tournoi Clausura 2020, le Sporting FC est finaliste de la phase finale (deux défaites 2-1 face à la LDA Escazuceña en finale) mais parvient néanmoins à obtenir la promotion en première division après avoir vaincu ce même adversaire lors du barrage de promotion (1-1, 1-0) et valide donc sa montée au plus haut échelon national, seulement quatre ans après sa fondation. Cet événement marque aussi le retour d'une équipe du canton de San José en première division, après avoir été orphelin d'un club depuis l'expulsion du championnat du CD Barrio Mexico en mars 2011 pour des raisons financières
Pour sa première saison en Primera División, le Sporting FC débute sa campagne le 21 août 2020 face au Limón FC avec un résultat nul (1-1) où Bryan Vega inscrit le premier but de cette saison historique. La semaine suivante, le club connaît sa première victoire (1-0) contre Jicaral Sercoba. Néanmoins, cette découverte de la première division est difficile et l'équipe conclut le tournoi Apertura 2020 à la huitième et dernière place du groupe B, ne donnant pas accès à la phase finale. C'est dans un double affrontement face au Municipal Grecia que la dernière place au classement général se joue et le Sporting s'incline dans cette série (1-1, 0-1). Par la suite, avant le retour du championnat pour le tournoi Clausura 2021, Randall Row est démis de ses fonctions d'entraîneur et devient directeur sportif, étant remplacé sur le banc par l'argentin José Giacone. Avec un nouveau technicien à sa tête, le Sporting FC doit absolument éviter la dernière place dans le tournoi de clôture 2021 afin de remettre en jeu sa place en première division face au dernier de ce tournoi. Achevant l'exercice à la dixième place, l'équipe affronte le Limón FC dans un barrage de relégation et se maintient dans l'élite nationale grâce à un résultat cumulé de 3-2,.

## Stade

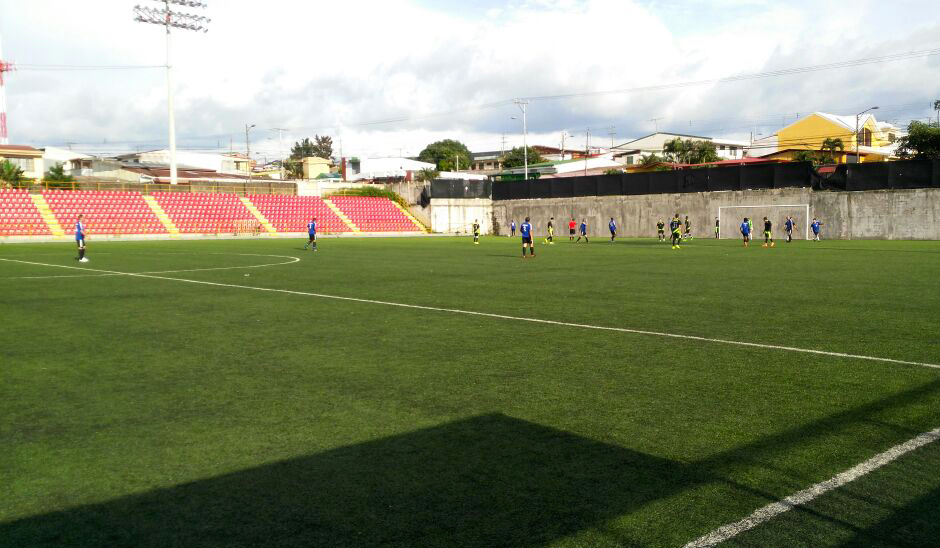
Le Stade Ernesto Rohrmoser.

Le Sporting FC joue ses rencontres à domicile au Stade Ernesto Rohrmoser, dans le quartier de Pavas, à San José, capitale du Costa Rica. D'une capacité de 3 000 spectateurs, le revêtement du terrain est synthétique. Inauguré le 28 février 2013, il est utilisable à temps pour les Jeux centraméricains de 2013. Il est conçu pour accueillir des rencontres de Primera División et Segunda División, les deux premières divisions au pays. Peu avant l'arrivée du Sporting FC sur la scène locale, le stade sert d'hôte pour la Copa Interclubes féminine de la UNCAF en mai 2016.
Le 24 juin 2016, lorsque le Sporting FC est créé, l'investisseur Jorge Alarcón obtient du propriétaire Johnny Araya le droit de jouer les parties à domicile du nouveau club dans l'enceinte.

## Bilan sportif

### Palmarès
| Compétitions nationales                                                                             | Compétitions internationales |
| - Segunda División de Costa Rica (1) - Champion : 2019-2020. - Champion de tournoi : Clausura 2020. | - Vierge                     |

### Bilan par saison
| Saison    | Division         | Tournoi       | Saison régulière | Saison régulière | Saison régulière | Saison régulière | Saison régulière | Saison régulière | Saison régulière | Résultats | Résultats          | Résultats  | Coupe du Costa Rica | CONCACAF     |
| Saison    | Division         | Tournoi       | M                | V                | N                | D                | BP               | BC               | Pts              | Position  | Phase finale       | Clas. gén. | Coupe du Costa Rica | CONCACAF     |
| --------- | ---------------- | ------------- | ---------------- | ---------------- | ---------------- | ---------------- | ---------------- | ---------------- | ---------------- | --------- | ------------------ | ---------- | ------------------- | ------------ |
| 2016-2017 | Segunda División | Apertura 2016 | 15               | 8                | 5                | 2                | 21               | 7                | 29               | 1er/6 (C) | Quart de finale    | 2e/18      | Non tenue           | Non qualifié |
| 2016-2017 | Segunda División | Clausura 2017 | 15               | 7                | 5                | 3                | 25               | 18               | 26               | 3e/6 (C)  | Demi-finale        | 2e/18      | Non tenue           | Non qualifié |
| 2017-2018 | Segunda División | Apertura 2017 | 16               | 8                | 3                | 5                | 28               | 21               | 27               | 2e/9 (B)  | Demi-finale        | 1er/18     | Non tenue           | Non qualifié |
| 2017-2018 | Segunda División | Clausura 2018 | 14               | 10               | 4                | 2                | 42               | 21               | 32               | 1er/9 (B) | Demi-finale        | 1er/18     | Non tenue           | Non qualifié |
| 2018-2019 | Segunda División | Apertura 2018 | 16               | 10               | 5                | 1                | 30               | 13               | 35               | 1er/9 (B) | Quart de finale    | 1er/18     | Non tenue           | Non qualifié |
| 2018-2019 | Segunda División | Clausura 2019 | 16               | 7                | 5                | 4                | 26               | 13               | 26               | 2e/9 (B)  | Quart de finale    | 1er/18     | Non tenue           | Non qualifié |
| 2019-2020 | Segunda División | Apertura 2019 | 16               | 9                | 3                | 4                | 28               | 17               | 30               | 2e/9 (B)  | Champion           | 2e/18      | Non tenue           | Non qualifié |
| 2019-2020 | Segunda División | Clausura 2020 | 12               | 7                | 2                | 3                | 19               | 13               | 23               | 1er/9 (B) | Finaliste et promu | 2e/18      | Non tenue           | Non qualifié |
| 2020-2021 | Primera División | Apertura 2020 | 16               | 5                | 3                | 8                | 20               | 24               | 18               | 6e/6 (B)  | Non qualifié       | 11e/12     | Non tenue           | Non qualifié |
| 2020-2021 | Primera División | Clausura 2021 | 22               | 6                | 5                | 11               | 18               | 31               | 23               | 10e/12    | Non qualifié       | 11e/12     | Non tenue           | Non qualifié |

Source : Soccerway.com

## Logos du club

2016-2019
L'actuel logo depuis 2019